# Astoria, Oregon
Thành phố Astoria là quận lỵ của Quận Clatsop tiểu bang Oregon, Hoa Kỳ. 6 Nó nằm gần cửa sông Columbia, và được đặt tên theo tên của nhà đầu tư Hoa Kỳ (và là triệu phú) đầu tiên John Jacob Astor. Dân số là 9.813 theo Cục điều tra dân số Hoa Kỳ năm 2000. Dân số ước tình trong năm 2006 tăng lên là 9.970 người cư ngụ.

## Địa lý
Astoria nằm ở trên phía bắc của đường xích đạo (46.188825, -123.821007)1. Theo Cục Điều tra Dân số Hoa Kỳ, thành phố có tổng diện tích là 27,5 km² (10,6 mi²) trong đó 15,9 km² (6,1 mi²) là đất và 11,6 km² (4,5 mi²) tức 42.18% là nước.

## Khí hậu
Khí hậu là một trong những nơi có khí hậu duyên hải ổn định nhất tại Hoa Kỳ lục địa với mùa đông không lạnh lắm (so với vĩ tuyến của Astoria), thường là trên nhiệt độ đóng băng, và ẩm và mùa hè thì rất mát mẻ mặc dù luồng khí nóng ngắn ngủi có thể xảy ra. Lượng mưa nhiều nhất là cuối mùa thu và mùa đông, và nhẹ nhất là cuối mùa hè. Hiếm khi có tuyết rơi.
| Nhiệt độ bình thường hàng tháng, nhiệt độ kỷ lục cao và thấp |      |      |      |      |      |      |      |      |      |      |       |       |
| Tháng                                                        | Một  | Hai  | Ba   | Tư   | Năm  | Sáu  | Bảy  | Tám  | Chín | Mười | M.Một | M.Hai |
| Cao nhất °F                                                  | 67   | 72   | 73   | 83   | 91   | 93   | 100  | 96   | 95   | 85   | 71    | 64    |
| Cao trung bình °F                                            | 48,1 | 50,8 | 53,3 | 56,1 | 60   | 63,6 | 67,2 | 68,3 | 67,5 | 61   | 53,1  | 48,4  |
| Thấp trung bình °F                                           | 36,7 | 37,6 | 38,6 | 40,8 | 45,4 | 49,8 | 52,9 | 53,2 | 49,5 | 44,1 | 40,1  | 37,1  |
| Thấp nhất °F                                                 | 11   | 9    | 22   | 29   | 30   | 37   | 39   | 39   | 33   | 26   | 15    | 6     |
| Lượng mưa (in)                                               | 9,62 | 7,87 | 7,37 | 4,93 | 3,28 | 2,57 | 1,16 | 1,21 | 2,61 | 5,61 | 10,5  | 10,4  |
| Nguồn: USTravelWeather.com                                   |      |      |      |      |      |      |      |      |      |      |       |       |

## Thành phố kết nghĩa
Astoria có một thành phố kết nghĩa, như được ấn định bởi Hội Thành phố kết nghĩa Quốc tế:
- Walldorf, Đức